# Capriglio
Capriglio är en ort och kommun i provinsen Asti i regionen Piemonte i Italien. Kommunen hade 300 invånare (2018).